# Streptanus josifovi
Streptanus josifovi är en insektsart som beskrevs av Dlabola 1957. Streptanus josifovi ingår i släktet Streptanus och familjen dvärgstritar. Inga underarter finns listade i Catalogue of Life.